# Graptopetalum amethystinum
Graptopetalum amethystinum (Rose) E.Walther es una especie de planta suculenta de la familia de las crasuláceas.

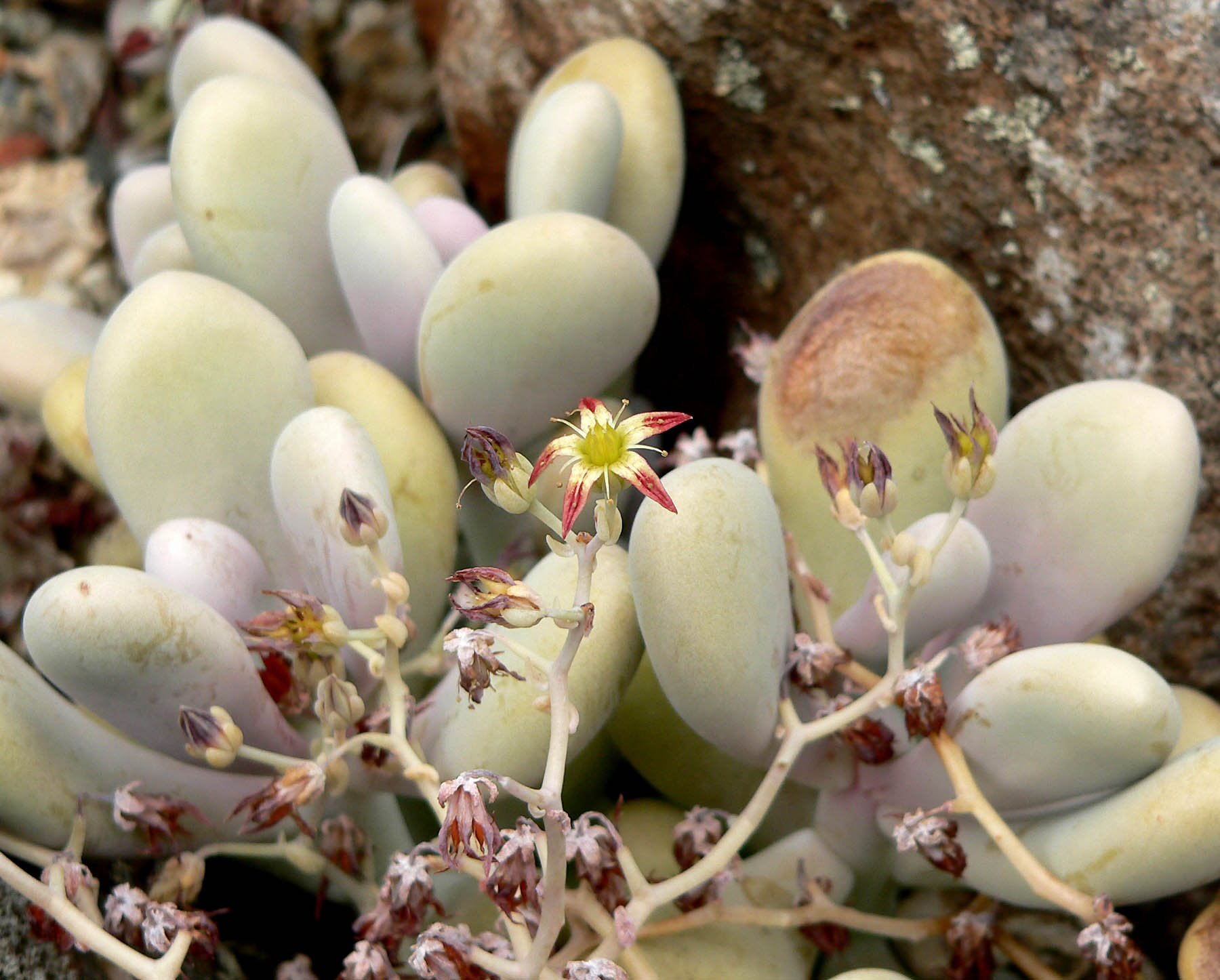
Vista de la planta

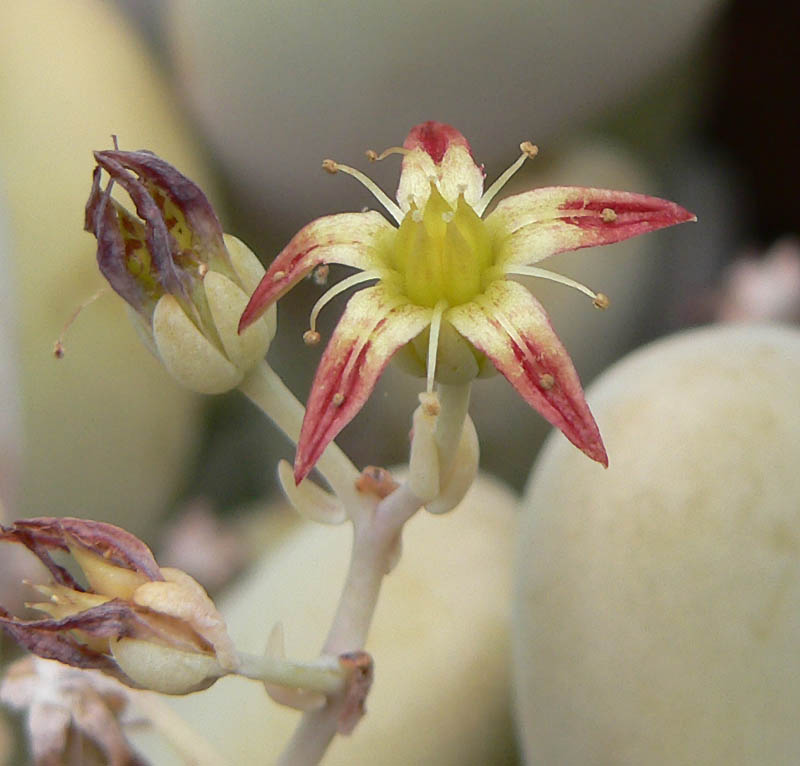
Detalle de la planta

## Distribución y Hábitat
Graptopetalum amethystinum es nativa  de México en Jalisco.

## Descripción
Es una aglutinación de rosetas suculentas con flores erguidas de 1.2 cm de diámetro. Resiste temperaturas de hasta -2 °C.

## Cultivo
Necesidades de riego: Moderadas necesidades de agua. Propagación: Por semillas, tallo y estaquillas foliares,

## Taxonomía
Graptopetalum amethystinum fue descrita por (Rose) E.Walther y publicado en Cact. Succ. J. (Los Angeles) 3: 12 1931.
Etimología
Graptopetalum: nombre genérico que deriva de las palabras griegas: γραπτός ( graptos ) para "escritos", pintados y πέταλον (petalon) para "pétalos" donde se refiere a los generalmente pétalos manchados.
amethystinum: epíteto latino que significa "de color violeta".
Sinonimia
- Echeveria amethystina Poelln.
- Pachyphytum amethystinum Rose[4]